# Al Cooper
Al Cooper, geboren als Lofton Alfonso Cooper (1911 - New York, 5 oktober 1981), was een Amerikaanse jazzmuzikant (saxofoon, klarinet).

## Biografie
Cooper formeerde The Savoy Sultans en was van 1937 tot 1946 hun leider. Hij was de halfbroer van Grachan Moncur III.
- Bibliothèque nationale de France: cb13892710j (data)
- International Standard Name Identifier: 0000 0000 1965 4187
- Library of Congress Control Number: n00068780
- MusicBrainz: 432d0043-4c63-4943-a781-295a9abc2998
- Nederlandse Thesaurus van Auteursnamen: 097006688
- Système universitaire de documentation: 156835681
- Virtual International Authority File: 61731380
- WorldCat: E39PBJt46pQJ7f7ycdDccx3WjC